# Scutelleridae
Scutelleridae é uma família que reúne heterópteros das mais variadas cores (vermelho, azul, amarelo, entre outras), frequentemente iridescentes. São conhecidos vulgarmente por "percevejos-escudo", em face de seu amplo escutelo recobrindo todo o abdome. De tamanho médio a grande (5 a 15 mm), têm distribuição mundial, com 80 gêneros e 450 espécies. São facilmente confundidos com besouros. É pouco estudada na região neotropical, mesmo estando relativamente bem representada nas coleções dos museus. Uma das espécies mais comuns é Pachycoris torridus, que tem ampla distribuição na região neotropical e apresenta grande variabilidade de coloração. Entre os escutelerídeos é comum a ocorrência de espécies que apresentam policromatismo.